# 滋賀県立東大津高等学校

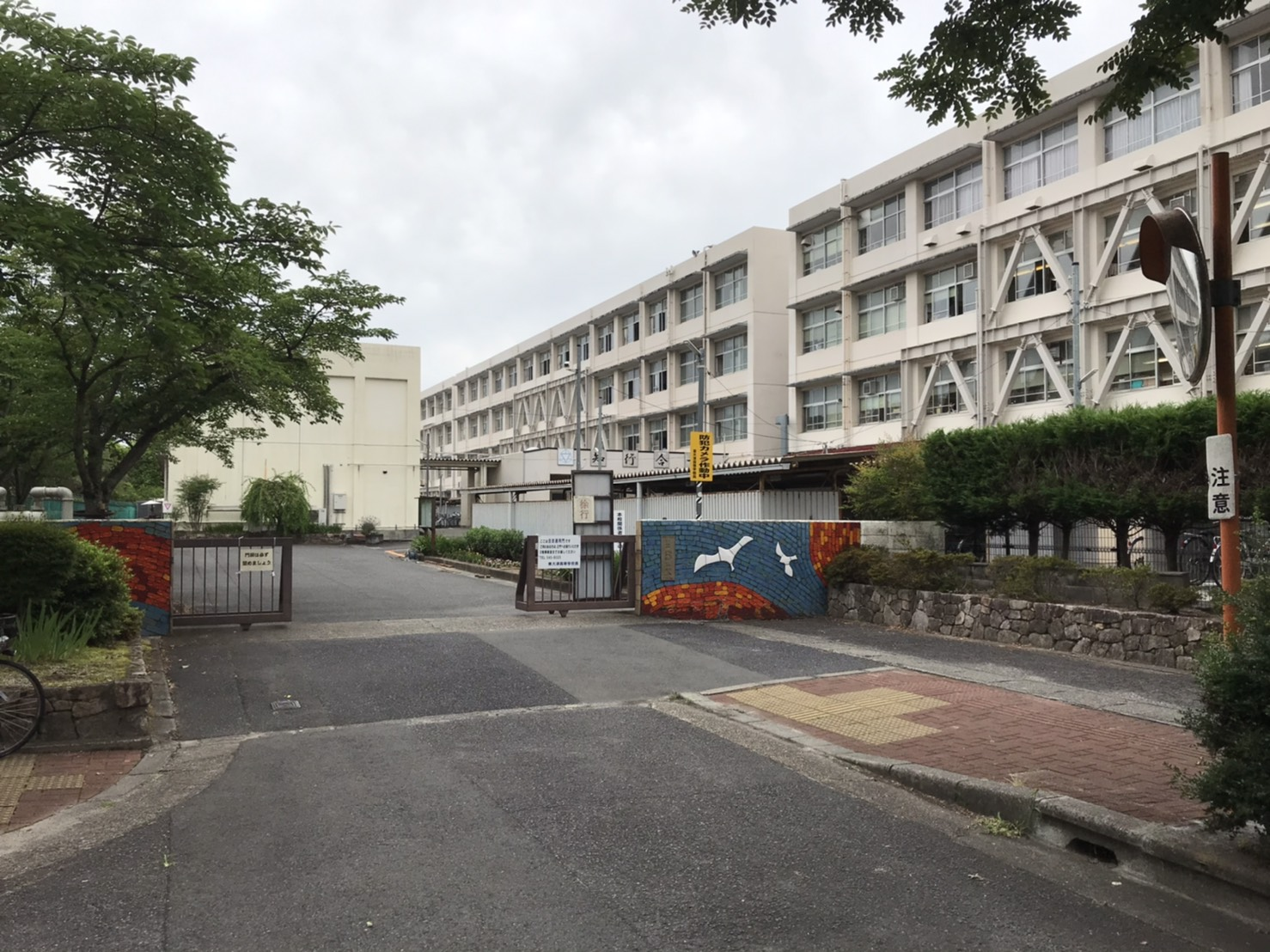
滋賀県立東大津高等学校正門前

滋賀県立東大津高等学校（しがけんりつ ひがしおおつこうとうがっこう）は、滋賀県大津市瀬田南大萱町に所在する公立の高等学校。

## 概要

### 設置学科
全日制課程 1学科
- 普通科（360名）

### 校訓
Fight、Friendship、Fair playの3Fが校訓として定められている。

### 校章
逆三角形と、それぞれの辺に二等辺三角形が付く形状をしている。中央の逆三角形は「知・徳・体の調和的発達の理想」を掲げ、周囲の三角形は3Fそれぞれを表す。色彩は白銀色で、純粋な若者の心を表す。

### 校歌
歌詞は3番まであり、校名は歌詞中に登場する。校歌は式典の際に歌われ、入学式と卒業式は吹奏楽部の演奏の元歌われる。作詞作曲は明記されていない。
校歌の二番の歌詞は学校が自然豊かであることを表している。
「丘みどり  樹々かぐわしく  鳥なきて  春が讃うる  波光る  琵琶の水面に  渡る風  清くさやけし」。

## 教育
教育目標は「知・徳・体」の調和的な発達である。2012年（平成24年）度からFight、Friendship、Fair playの頭文字を取った「３Fの精神」を生活指標として掲げている。この指標のもと、ECC外語学院の講師による実践講座、滋賀県立図書館と連携した「ブックトーク」や、立命館大学・滋賀医科大学・滋賀県立大学・滋賀大学と連携した高大連携プロジェクトなどが実施されている。
また、進路実現を支援するため、（「合格まで」「がむしゃらに」「頑張る」）の頭文字を取って3Gとした自習室「3Gの部屋」が設けられている。
教育課程において、一年次は全員同じカリキュラムで学び、二年次より文系・理系に分け、三年次の文系についてはさらに文系Ⅰ（国公立受験）・文系Ⅱ（私立受験）に分かれる。。
2016年（平成28年）度からオーストラリア・クイーンズランド州への海外短期研修を開始。現地の学校との交流やホームステイ先での生活を体験して異文化に触れることができる。。

### 進学状況
2014年（平成26年）度から2019年（平成31年）度では国公立大学に合計で70 – 90人程度、私立大学に合計で1060 – 1470人程度が合格する。現役での進学率は例年7 – 8割程度である。。

## 沿革
- 1974年（昭和49年）12月25日 - 仮称大津新設高校  普通科第1学年定員270名とする（6学級）
- 1975年（昭和50年）
  - 1月16日 - 新設学校開校準備室開設
  - 4月1日 - 開校（大津におの浜の仮校舎において滋賀県立東大津高等学校として開校）
  - 4月8日 - 第1回入学式挙行
  - 5月14日 - 現在地において校舎建築発表
  - 7月16日 - 県立体育館において開校式挙行
  - 10月16日 - 本館建築起工式挙行
- 1976年（昭和51年）
  - 4月5日 - 定礎式、本館竣工
  - 4月6日 - 仮校舎より本校舎に移転
  - 7月20日 - 体育館起工式挙行
- 1977年（昭和52年）
  - 2月4日 - 体育館竣工
  - 11月30日 - 運動場整備工事完了
- 1978年（昭和53年）12月19日 - 昭和54年度より第1学年定員360名となることが決定（2学級増：8学級）
- 1980年（昭和55年）
  - 1月6日 - 校舎増築竣工
  - 2月12日 - 柔剣道（格技）場竣工
- 1982年（昭和57年）
  - 3月22日 - プール竣工
  - 12月3日 -  昭和58年度より第1学年定員405名となることが決定（1学級増：9学級）
- 1985年（昭和60年）
  - 9月18日 - 創立10周年記念式典挙行
  - 11月18日 - 昭和61年度より第1学年定員450となることが決定（1学級増：10学級）
- 1986年（昭和61年）3月31日 - 校舎（別館）竣工
- 1987年（昭和62年）11月11日 - 昭和63年度より第1学年定員517名となることが決定（1学級増：11学級）
- 1990年（平成2年）11月16日 - 平成3年度より第1学年定員495名となることが決定（1学級定員45名：11学級）
- 1991年（平成3年）11月19日 - 平成4年度より第1学年定員450名となることが決定（1学級減：10学級）
- 1992年（平成4年）11月12日 - 平成5年度より第1学年定員473名となることが決定（1学級定員43名：11学級）
- 1993年（平成5年）11月11日 - 平成6年度より第1学年定員462名となることが決定（1学級定員42名：11学級）
- 1994年（平成6年）11月10日 - 平成7年度より第1学年定員451名となることが決定（1学級定員41名：11学級）
- 1995年（平成7年）
  - 4月22日 - セミナーハウス「飛翔館」竣工
  - 10月7日 - 創立20周年記念式典挙行
  - 11月9日 - 平成8年度より第1学年定員440名となることが決定（1学級定員40名；11学級）
  - 12月9日 - 体育館ステージ完成
- 1996年（平成8年）3月28日 - 校舎増築竣工
- 1997年（平成9年）9月1日 - 身障者トイレ竣工
- 2000年（平成12年）12月7日 - 本館便所増築竣工
- 2004年（平成16年）11月19日 - 平成17年度より第1学年定員400名となることが決定（1学級減：10学級）
- 2005年（平成17年）
  - 3月26日 - 新下駄箱設置
  - 3月29日 - 自転車置き場増設竣工
  - 10月1日 - 創立30周年記念式典挙行
- 2006年（平成18年）4月1日 - 平成18年度より第1学年定員440名となる（1学級増：11学級）
- 2007年（平成19年）4月1日 - 平成19年度より第1学年定員400名となる（1学級減：10学級）
- 2009年（平成21年）4月1日 - 平成21年度より第1学年定員360名となる（1学級減：9学級）
- 2010年（平成22年）4月1日 - 平成22年度より第1学年定員400名となる（1学級増：10学級）
- 2014年（平成26年）9月12日 - 耐震工事完了
- 2015年（平成27年）
  - 6月1日 - PTAによる空調設備設置稼働
  - 11月19日 - 創立40周年式典挙行

## 学校の様子
- 滋賀県立図書館がある文化ゾーンの敷地内に属しているため自然が豊かで静かな環境にあり、周囲には他に滋賀県立近代美術館がある。
- 進路講座、大学との高大連携、校外模擬試験、希望者を対象として毎週土曜日にアドバンス補習、3G学習会などを実施し、生徒の進路実現に向けた、きめ細やかな進路指導を行っている。

## 行事

### 勢翔祭（学園祭）
7月に3日間開催される学園祭で、2011年度から「勢翔祭」と名付けられた。演劇を行う「ステージ」、模擬店を含めた「イベント・展示」、衣装を自作してダンスする「フィールド」の3部に分かれる。

### 耐寒遠足
同校では「3年間で100 km歩こう」というスローガンで、南北のコースを隔年で踏破する「耐寒遠足」が実施される。開校時に仮校舎から現校舎の工事現場見学を兼ねたイベントが端緒で、毎年12月中旬に実行される。

## 部活動
生徒の多くが部活動に参加していて、文武両道を実践している。
運動部
- バスケットボール
- バレーボール
- バドミントン
- 陸上競技
- 新体操
- 卓球
- 剣道
- 水泳
- 硬式テニス
- ソフトテニス
- 野球
- ラグビー
- 弓道
- 山岳
- アイススケート
- サッカー

文化部
- 写真
- 書道
- 美術
- 音楽
- 吹奏楽
- 科学
- 放送
- ESS（英語）
- 新聞
- 茶道

## 施設
- セミナーハウス「飛翔館」（約50人が宿泊研修可能）

## 著名な出身者
- 藤井貴司 - 実業家
- 鷹翔千空 - 宝塚歌劇団宙組男役
- 近藤高代 - アテネオリンピック棒高跳日本代表
- 吉本峰之（ストリーク）- お笑い芸人
- 葉月めぐみ - 漫画家
- 三谷将太 - 競輪選手
- 青木玄太 - ボートレーサー
- 塚本康浩 - 京都府立大学学長、獣医師、実業家、ダチョウ研究の権威
- 西岡星汰 - 俳優

## 著名な教職員
- 渡辺守順 - 仏教史学者、国文学者、教諭